# Mario Maciocchi
Mario Maciocchi (né le 4 avril 1874 à Rome et mort le 19 novembre 1955 à Villejuif) est un compositeur d’œuvres pour mandoline et orchestres à plectre dans un style lyrique italien, romantique français populaire à la fin du XIXe siècle et la première partie du XXe.

## Biographie
Mario Maciocchi a pratiqué très jeune la mandoline, la guitare et le violoncelle. Il étudia la composition et la direction d'orchestre à l’Académie Sainte-Cécile.
Il fut violoncelliste à 17 ans dans une formation professionnelle le quintette romain.
Il partit quelques années en Amérique du Sud, dirigea un orchestre à Liège puis se fixa en 1906 à Paris qu’il ne quitta que pendant les années de la Seconde Guerre mondiale pour Londres.
Il dirigea plusieurs orchestres à plectre.
Il était rédacteur en chef du magazine L'Orchestre à plectre puis L’Estudinatina qui publia jusqu’en 1939 ses compositions originales, ses arrangements pour ensembles à plectre et ceux de ses contemporains.

## Œuvres
Au total, 800 compositions ont été déclarées à la SACEM : compositions originales ; arrangements d’œuvres classiques (Schubert, Mozart etc.), la plupart pour ensembles à plectre ; quelques pièces pour piano ; des méthodes de mandoline et de guitare  dont 119 répertoriées.
Françoise Maciocchi sa petite-fille, chef de chœur à l’opéra de Paris, a dirigé certaines de ses œuvres en 1997 à Tokyo.

### Quelques-unes de ses œuvres
- Vers la paix mars 1906
- Pluie des roses Walzer 1906
- Giuletta e Romeo Fantaisie 1906
- Saluons les amours mars 1906
- Una sera une Venezia Serenade 1908
- brillante I Diavoletti Polka 1908
- Fiori e baci Walzer 1908
- Une soirée à Madrid Walzer 1909
- Pauvre fleur Mazurka 1910
- Sogni d'oro sérénade 1910
- Ciel de Séville Capriccio espagnole 1912
- Fleur de Bohème Ungar. Mazurka 1913
- Le jardin des rêves Overture 1913
- Fleur de Grenade Walzer 1914
- Nuits Florentins waltz 1921
- Dans éxploé Elégie 1921
- Créole Jolie Tango 1922
- Milena Czardas 1924
- Les bibelots du Diable Overture 1924 [8]
- Fiorella Chanson 1924
- Nadedja compte - rendu Rumän. Fantaisie 1925 [9]
- Myrrthalia Overture 1926
- Le Festin des dieux Overture 1928  [10]
- Aux Arènes Paso doble 1928  [11]
- Prélude en Fa Majeur prelude 1928
- Imperia Overture 1928
- La Fin d'un rêve Overture 1930
- Une étoile brillante Pastorale 1930
- Rhapsodie Tzigane Ungar. Rhapsody 1932
- Trionfo d'Amore Overture 1936
- Comtesse Olga Czardas 1938
- Le triomphe des ailes [12]
- Petite Princesse
- Egeria
- Espoir suprême
- Juanita
- Les Bijoux de la reine
- Maggiolata
- Les Clochettes (Mazurka)
- Gabella - Overture
- Cortège du Muguet
- Belle Castillane
- Sur les rives du quotidien
- Les amoureux du moulin[13]
- Sur les flots azurés

## Style
Sa musique de style romantique, mélange de légèreté et de drame, ou inspirée par les folklores nationaux, était très populaire à la fin du XIXe siècle et dans la première partie du XXe et appréciée par les musiciens amateurs.
Certaines de ses œuvres sont encore au répertoire  des orchestres à plectre et sont appréciées au Japon et en Chine.